# Kaona (Vladimirci)
Pour les articles homonymes, voir Kaona.
Kaona (en serbe cyrillique : Каона) est un village de Serbie situé dans la municipalité de Vladimirci, district de Mačva. Au recensement de 2011, il comptait 279 habitants.

## Démographie
| 1948 | 1953 | 1961 | 1971 | 1981 | 1991 | 2002 | 2011 |
| ---- | ---- | ---- | ---- | ---- | ---- | ---- | ---- |
| 649  | 708  | 668  | 590  | 516  | 433  | 341  | 279  |

|  |